# Ruha Benjamin
Ruha Benjamin é socióloga e professora do Departamento de Estudos Afro-Americanos da Universidade de Princeton. O foco principal de seu trabalho é a relação entre inovação e equidade, principalmente com foco na interseção de raça, justiça e tecnologia. Benjamin é autor de inúmeras publicações, incluindo os livros People's Science: Bodies and Rights on the Stem Cell Frontier (2013) e Race After Technology: Abolitionist Tools for the New Jim Code (2019) .
Benjamin também é uma proeminente intelectual pública, tendo falado para audiências nas Américas, Europa, África e Ásia, fazendo apresentações ao Comitê das Nações Unidas para a Eliminação da Discriminação Racial e ao Fundo de Defesa e Educação Legal da NAACP,  uma palestra AAAS de 2021, uma palestra da ICLR de 2020 e a 8ª Palestra Anual Patrusky.
O trabalho de Benjamin foi apresentado em veículos populares que incluem, entre outros, Essence Magazine, LA Times, Washington Post, New York Times, San Francisco Chronicle, The Root, Motherboard, Guardian, Vox, Teen Vogue, National Geographic, STAT, CNN, New Statesman, Slate, Jezebel, Boston Review e The Huffington Post.

## Vida pregressa
Benjamin descreve seu interesse na relação entre ciência, tecnologia e medicina como sendo motivado por sua infância. Ela nasceu em uma clínica em Wai, Maharashtra, Índia. Ouvir as histórias de seus pais sobre a interação dos corpos humanos com a tecnologia médica na clínica despertou seu interesse. Ela viveu e passou um tempo em muitos lugares diferentes, incluindo "muitos Sul": South Central Los Angeles; Conway, Carolina do Sul; Majuro, Pacífico Sul, e Suazilândia, África Austral, e cita essas diferentes experiências e culturas como sendo influentes em sua maneira de ver o mundo.

## Carreira
Benjamin recebeu seu bacharelado em sociologia e antropologia pelo Spelman College, antes de concluir seu doutorado em sociologia na Universidade da Califórnia em Berkeley, em 2008. Ela completou uma bolsa de pós-doutorado no Instituto de Sociedade e Genética da UCLA, em 2010, antes de fazer uma bolsa de estudos no Programa de Ciência, Tecnologia e Sociedade da Harvard Kennedy School. De 2010 a 2014, Benjamin foi Professora Assistente de Estudos e Sociologia Afro-Americanos, na Universidade de Boston.

Em 2013, o primeiro livro de Benjamin, People's Science: Bodies and Rights on the Stem Cell Frontier foi publicado pela Stanford University Press. Nele, ela investiga criticamente como a inovação e o design muitas vezes se baseiam ou reforçam as desigualdades. Em particular, Benjamin investiga como e por que discursos e práticas científicas, comerciais e populares em torno da genômica incorporaram categorias étnico-raciais e de gênero. Em People's Science, Benjamin também defende uma comunidade científica mais inclusiva, responsável e pública.

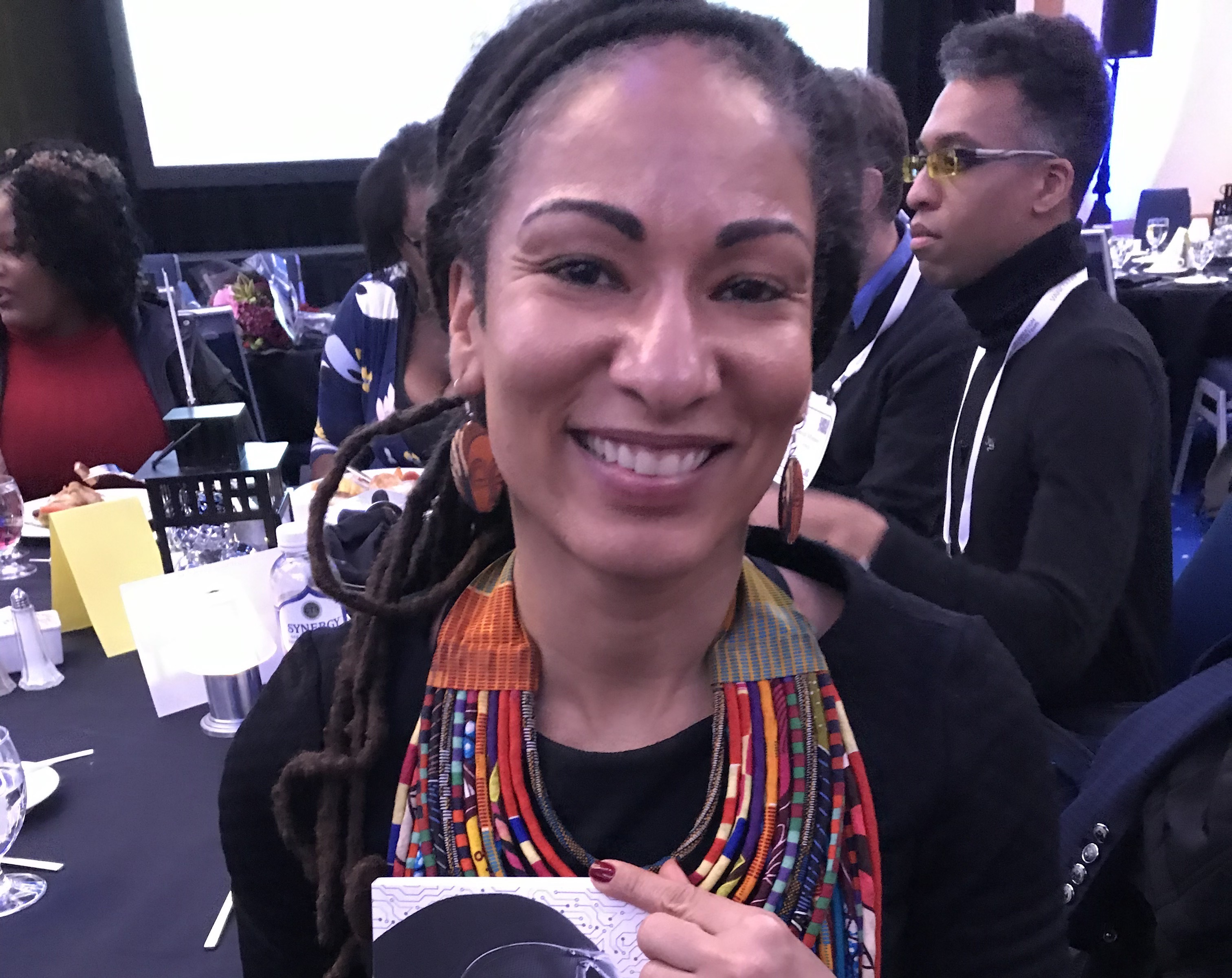
Ruha Benjamin e seu livro, Race After Technology, no evento Black in AI 2019

Em 2019, seu livro, Race After Technology: Abolitionist Tools for the New Jim Code foi publicado pela Polity. Nele, Benjamin expande suas pesquisas e análises anteriores, concentrando-se em uma série de maneiras pelas quais as hierarquias sociais, particularmente o racismo, são incorporadas à camada lógica das tecnologias baseadas na Internet. Ela desenvolve seu conceito do "New Jim Code", que faz referência ao trabalho de Michelle Alexander, The New Jim Crow, para analisar como algoritmos e aplicativos aparentemente "neutros" podem replicar ou piorar o preconceito racial.
Race After Technology ganhou o Oliver Cox Cromwell Book Prize 2020 concedido pela American Sociological Association na categoria "Raça e Relações Étnicas", o prêmio leterário da Biblioteca Pública do Brooklyn de 2020 na categoria não-ficção, e Menção Honrosa do prêmio Communication, Information Technologies, and Media Sociology de 2020. Também foi selecionado pela Fast Company como um dos “8 livros sobre tecnologia que você deve ler em 2020”. 
Uma resenha no The Nation observou que, “O que é, em última análise, distintivo sobre Race After Technology é que suas críticas fulminantes do presente são tão galvanizantes. O campo que Benjamin mapeia é traiçoeiro e fantasmático, cheio de obstáculos e armafilhas cuja força está em sua invisibilidade. Mas cada vez que ela abre uma caixa preta, ligando o presente a algum passado horrível, o futuro parece mais aberto, mais mutável... Esta é talvez a maior façanha de Benjamin no livro: suas análises inventivas e abrangentes nos lembram que, como por mais que tentemos nos livrar de nossas ferramentas e as vejamos como externas às nossas falhas, elas são sempre extensões de nós. Por mais exata que seja uma visão de mundo, ela também é inclusiva e esperançosa.” 
Em 2019, um livro que ela editou, Captivating Technology: Reimagining Race, Carceral Technoscience, and Liberatory Imagination in Everyday Life foi lançado pela Duke University Press, examinando como a lógica carcerária molda a vida social muito além das prisões e da polícia.
Atualmente, Benjamin é professora no Departamento de Estudos Afro-Americanos da Universidade de Princeton, onde seu trabalho se concentra nas dimensões da ciência, tecnologia e medicina, raça e cidadania, conhecimento e poder. Em 2018, ela fundou o JUST DATA Lab, um espaço para ativistas, tecnólogos e artistas reavaliarem como os dados podem ser usados para a justiça. Ela também atua nos Comitês Executivos do Programa de Saúde Global e Políticas de Saúde e do Centro de Humanidades Digitais da Universidade de Princeton.
Em 25 de setembro de 2020, Benjamin foi nomeada um dos 25 membros do "Real Facebook Oversight Board", um grupo independente de monitoramento do Facebook. 

## Honras e prêmios
Benjamin recebeu vários prêmios e bolsas, incluindo Marguerite Casey Foundation e Group Health Fund Freedom Scholar Award, bolsa do American Council of Learned Societies, National Science Foundation e Institute for Advanced Study, entre outros. Em 2017, ela recebeu o President's Award for Distinguished Teaching, em Princeton.

## Publicações
- Benjamin, Ruha (2022). Viral Justice: How We Grow the World We Want. Princeton University Press. ISBN 9780691222882[44]
- Benjamin, Ruha (2019). Race After Technology: Abolitionist Tools for the New Jim Code. [S.l.]: Polity. ISBN 9781509526390
- Benjamin, Ruha (2019). Captivating Technology: Race, Carceral Technoscience, and Liberatory Imagination in Everyday Life. [S.l.]: Duke University Press. ISBN 978-1-4780-0381-6
- Benjamin, Ruha (2019). "Assessing Risk, Automating Racism." Science Vol. 366, Issue 6464, pp. 421–422.[45]
- Benjamin, Ruha (2018). "Prophets and Profits of Racial Science." Kalfou: A Journal of Comparative and Relational Ethnic Studies Vol. 5, Issue 1: 41–53.[46]
- Benjamin, Ruha (2018). "Black Afterlives Matter: Cultivating Kinfulness as Reproductive Justice." In Making Kin Not Population, edited by Adele Clarke and Donna Haraway. Prickly Paradigm Press.[47] (Republished in Boston Review[24])
- Benjamin, Ruha (2017). "Cultura Obscura: Race, Power, and ‘Culture Talk’ in the Health Sciences." American Journal of Law and Medicine, Invited special issue, edited by Bridges, Keel, and Obasogie, Vol. 43, Issue 2-3: 225-238.[48]
- Benjamin, Ruha (2016). "Catching Our Breath: Critical Race STS and the Carceral Imagination." Engaging Science, Technology and Society, Vol. 2: 145–156.[49]
- Benjamin, Ruha (2016). "Informed Refusal: Toward a Justice-based Bioethics." Science, Technology, and Human Values, Vol. 4, Issue 6: 967–990.[50]
- Benjamin, Ruha (2016). "Racial Fictions, Biological Facts: Expanding the Sociological Imagination through Speculative Methods." Catalyst: Feminism, Theory, Technoscience Vol. 2, Issue 2: 1-28.[51]
- Benjamin, Ruha (2015). "The Emperor’s New Genes: Science, Public Policy, and the Allure of Objectivity." Annals of the American Academy of Political and Social Science, Vol. 661: 130–142.
- Benjamin, Ruha (2013). People's Science: Bodies and Rights on the Stem Cell Frontier. [S.l.]: Stanford University Press. ISBN 9780804782975
- "Genetics and Global Public Health: Sickle Cell and Thalassaemia", Simon Dyson and Karl Atkin (eds), Ch11, Organized Ambivalence: When Stem Cell Research & Sickle Cell Disease Converge. (Routledge, 2012)
- "Organized Ambivalence: When Stem Cell Research & Sickle Cell Disease Converge". Ethnicity & Health, 2011 Vol. 16, Issue 4-5: 447–463.
- "A Lab of Their Own: Genomic Sovereignty as Postcolonial Science Policy". Policy & Society 2009 Vol. 28, Issue 4: 3